# Tim Mead
Tim Mead (Chelmsford, 28 maggio 1981) è un controtenore britannico.

## Biografia
Nato nell'Essex, Tim Mead ha iniziato a cantare durante l'infanzia come corista della Cattedrale di Chelmsford. Successivamente ha studiato violoncello e pianoforte al Trinity Laban Conservatoire of Music and Dance e poi musica al King's College dell'Università di Cambridge. Dopo la laurea ha ottenuto una borsa di studio per il Royal College of Music.
Nel corso della sua carriera ha cantato in molti dei maggiori teatri d'opera al mondo. Ha fatto il suo debutto alla Royal Opera House nella stagione 2007/2008 ne Il minotauro e da allora vi è tornato per cantare in Niobe, regina di Tebe e come voce di Apollo in Morte a Venezia. Il ruolo nell'opera di Britten è tra quelli interpretati più di frequente da Mead, che lo ha cantato anche con l'English National Opera e con De Nationale Opera. È particolarmente noto e apprezzato come interprete di ruoli per castrati scritti da Händel, tra cui Ottone in Agrippina, Cesare e Tolomeo in Giulio Cesare e Rinaldo nell'opera omonima.

## Repertorio
| Ruolo                     | Titolo                             | Autore     |
| ------------------------- | ---------------------------------- | ---------- |
| Primo Angelo/Ragazzo      | Written on Skin                    | Benjamin   |
| Voce di Apollo            | Morte a Venezia                    | Britten    |
| Oberon                    | Sogno di una notte di mezza estate | Britten    |
| Endimione                 | La Calisto                         | Cavalli    |
| Paggio                    | L'Ercole amante                    | Cavalli    |
| Arsamene                  | Il Xerse                           | Cavalli    |
| Akhnaten                  | Akhnaten                           | Glass      |
| Orfeo                     | Orfeo ed Euridice                  | Gluck      |
| Admeto                    | Admeto                             | Händel     |
| Ottone                    | Agrippina                          | Händel     |
| Amadigi Dardano           | Amadigi di Gaula                   | Händel     |
| Ezio                      | Ezio                               | Händel     |
| Flavio                    | Flavio                             | Händel     |
| Cesare Tolomeo            | Giulio Cesare                      | Händel     |
| Idelberto                 | Lotario                            | Händel     |
| Riccardo Oronte           | Riccardo Primo                     | Händel     |
| Rinaldo Goffredo Eustazio | Rinaldo                            | Händel     |
| Bertarido                 | Rodelinda                          | Händel     |
| David                     | Saul                               | Händel     |
| Athamas                   | Semele                             | Händel     |
| Siroe                     | Siroe                              | Händel     |
| Ottone                    | L'incoronazione di Poppea          | Monteverdi |
| Pastore                   | L'Orfeo                            | Monteverdi |
| Apollo                    | Apollo e Giacinto                  | Mozart     |
| Farnace                   | Mitridate, re di Ponto             | Mozart     |
| Licida                    | L'Olimpiade                        | Vivaldi    |

## DVD (parziale)
- Handel: Rodelinda, Jeanine de Bique (Rodelinda), Tim Mead (Bertarido), Benjamin Hulett (Grimoaldo), Avery Amereau (Eduige), Jakub Józef Orliński (Unulfo), Andrea Mastroni (Garibaldo), Aminata Diouaré (Flavio); Le Concert d'Astrée, Emmanuelle Haïm; Jean Bellorini, Erato, (2019)